# Ервін Ростін
Ервін Ростін (нім. Erwin Rostin; 8 жовтня 1907, Гюстров — 30 червня 1942, Атлантичний океан) — німецький офіцер-підводник, корветтен-капітан крігсмаріне. Кавалер Лицарського хреста Залізного хреста.

## Біографія
4 жовтня 1933 року вступив на флот. Служив на тральщиках М-98 і М-21. У березні 1941 року переведений у підводний флот. 25 вересня 1941 року призначений командиром підводного човна U-158, на якому здійснив 2 походи (провівши в морі в цілому 111 днів). У першому поході до берегів США потопив 4 судна загальною водотоннажністю 29 234 тонни. 4 травня 1942 року вийшов у свій другий похід, під час якого потопив 12 суден (62 536 тонн). 30 червня 1942 року човен був потоплений американською авіацією. Всі 54 члени екіпажу загинули.
Всього за час бойових дій потопив 17 суден загальною водотоннажністю 101 321 тонн і пошкодив 2 судна водотоннажністю 15 264 тонни.

## Звання
- Кандидат в офіцери (4 жовтня 1933)
- Фенріх-цур-зее (1 січня 1934)
- Оберфенріх-цур-зее (2 вересня 1935)
- Лейтенант-цур-зее (1 січня 1936)
- Оберлейтенант-цур-зее (1 жовтня 1934)
- Капітан-лейтенант (1 квітня 1940)
- Корветтен-капітан (21 березня 1944; посмертно)

## Нагороди
- Медаль «За вислугу років у Вермахті» 4-го класу (4 роки)
- Залізний хрест
  - 2-го класу (10 жовтня 1939)
  - 1-го класу (21 листопада 1940)
- Медаль «У пам'ять 1 жовтня 1938» (20 грудня 1939)
- Нагрудний знак мінних тральщиків (3 січня 1941)
- Двічі відзначений у Вермахтберіхт (18 березня і 25 червня 1942)
- Лицарський хрест Залізного хреста (28 червня 1942)
- Нагрудний знак підводника (1 липня 1942)